# Unguja Mjini Magharibi
Die Region Unguja Mjini Magharibi (engl. Zanzibar Urban/West, deutsch Sansibar-Stadt/West) ist eine von insgesamt 31 Regionen (mkoa) in Tansania, eine von fünf im Staat Sansibar und eine von drei auf der Hauptinsel Unguja. Verwaltungssitz ist die Stadt Sansibar. Die Region grenzt im Norden an die Region Unguja Kaskazini im Osten an die Region Unguja Kusini und im Süden und Westen an den Indischen Ozean.

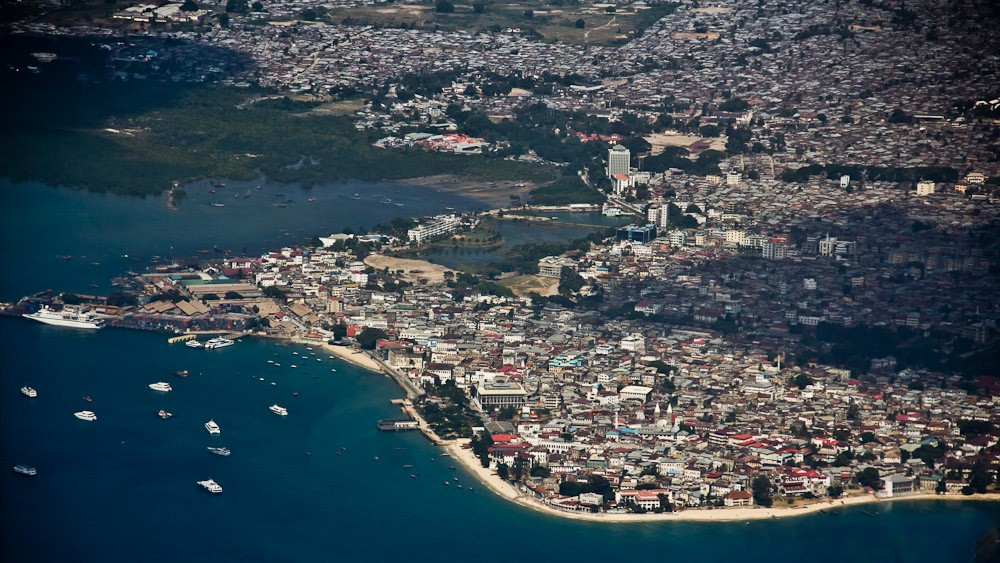
Blick über die Stadt Sansibar

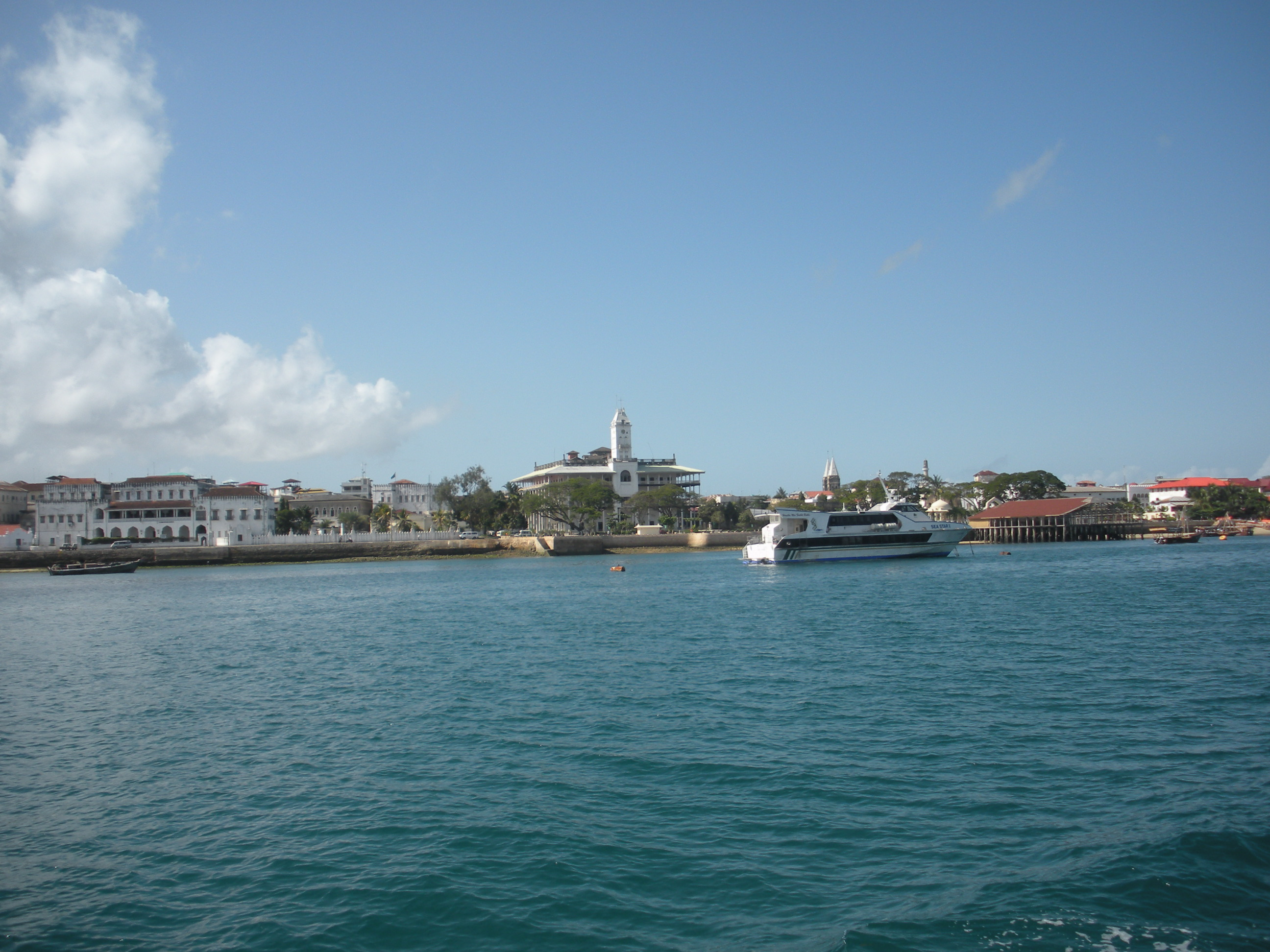
Das Hafenviertel der Stadt Sansibar

## Geographie
Die Region hat 593.678 Einwohner (Volkszählung 2012) auf einer Fläche von 232 Quadratkilometer, die Region ist damit nach Daressalaam das am dichtesten besiedelte Gebiet von Tansania. Unguja Mjini Magharibi liegt im Westen der Insel Unguja und hat zwei Klimazonen. Größtenteils herrscht tropisches Monsunklima, Am nach der effektiven Klimaklassifikation, aber es gibt auch tropisches Savannenklima (Aw). Tropisches Monsunklima herrscht in der Hauptstadt. Hier fält in fast allen Monaten signifikanter Regen mit einer großen Spitze rund um den April und einer kleineren Spitze in November/Dezember. Jährlich fallen durchschnittlich 1512 Millimeter Regen, die Durchschnittstemperatur liegt bei 26,9 Grad Celsius:
|                        | Jan  | Feb  | Mär  | Apr  | Mai  | Jun  | Jul  | Aug  | Sep  | Okt  | Nov  | Dez  |   |      |
| Mittl. Temperatur (°C) | 28,5 | 28,8 | 28,8 | 27,5 | 26,6 | 25,9 | 25,2 | 25,1 | 25,6 | 26,1 | 27,1 | 28   | ⌀ | 26,9 |
| Mittl. Tagesmax. (°C)  | 33,4 | 34,1 | 34,2 | 31,7 | 30,6 | 30   | 29,3 | 29,8 | 31   | 31,7 | 32,4 | 33   | ⌀ | 31,8 |
| Mittl. Tagesmin. (°C)  | 23,6 | 23,6 | 23,5 | 23,4 | 22,7 | 21,8 | 21,2 | 20,5 | 20,2 | 20,6 | 21,9 | 23,1 | ⌀ | 22,2 |
|                        |      |      |      |      |      |      |      |      |      |      |      |      |   |      |
| Niederschlag (mm)      | 69   | 65   | 152  | 357  | 262  | 59   | 45   | 44   | 51   | 88   | 177  | 143  | Σ | 1512 |

| 23,6 |

| 23,6 |

| 23,5 |

| 23,4 |

| 22,7 |

| 21,8 |

| 21,2 |

| 20,5 |

| 20,2 |

| 20,6 |

| 21,9 |

| 23,1 |

| 23,6 |

| 23,6 |

| 23,5 |

| 23,4 |

| 22,7 |

| 21,8 |

| 21,2 |

| 20,5 |

| 20,2 |

| 20,6 |

| 21,9 |

| 23,1 |

## Geschichte
Im Jahr 1900 war Sansibar mit Pemba ein britisches Protektorat, 1963 wurde es unabhängig und vereinigte sich im Jahr 1964 mit Tanganjika zum Staat Tansania. Zu dieser Zeit hatte Sansibar zwei Regionen, Sansibar West (auch Sansibar-Stadt) und Sansibar Land. Letztere wurde 1967 in die beiden Regionen Nord und Süden geteilt. Die Region Sansibar West wird in Swahili „Mjini Magharibi“ genannt, was übersetzt „Stadt im Westen“ bedeutet. Unguja Mjini Magharibi bestand ursprünglich aus den zwei Distrikten Mjini und Magharibi, im Jahr 2015 wurde der Distrikt Magharibi in die zwei Distrikte Magharibi A und Magharibi B geteilt.

## Verwaltungsgliederung
Die Region wird in die drei Distrikte Mjini, die der Stadt Sansibar entspricht, Magharibi A und Magharibi B gegliedert:
| Distrikt    | Einwohner 1967 | Einwohner 1978 | Einwohner 1988 | Einwohner 2002 | Einwohner 2012 |
| ----------- | -------------- | -------------- | -------------- | -------------- | -------------- |
| Magharibi A | 26.514         | 31.535         | 50.945         | 184.204        | 370.645        |
| Magharibi B | 26.514         | 31.535         | 50.945         | 184.204        | 370.645        |
| Mjini       | 68.380         | 110.506        | 157.626        | 205.870        | 223.033        |
| Summe       | 98.894         | 142.041        | 208.571        | 390.074        | 593.678        |

## Bevölkerung
Wie in vielen afrikanischen Regionen ist die Bevölkerung jung, fast vierzig Prozent der Bevölkerung sind jünger als 15 Jahre. Insgesamt leben deutlich mehr Frauen als Männer in Unguja Mjini Magharibi, auf hundert Frauen kommen nur 92 Männer. Besonders stark ausgeprägt ist der Frauenüberschuss in der Altersgruppe 20 bis 29, wo weniger als 80 Männer auf 100 Frauen kommen. Die Darstellung der Stadtbewohner (schmale Balken in der Pyramide) zeigt, dass der Großteil der Bevölkerung in der Stadt lebt. Die auch hier vorhandene Ausbuchtung bei den Frauen zwischen 20 und 29 Jahren deutet auf eine Zuwanderung aus anderen Regionen hin.
| - Bildung: 24 Prozent der über Fünfjährigen sprachen Swahili, 65 Prozent Englisch und Swahili. Der Anteil der Analphabeten lag bei 11 Prozent (Stand 2012). - Gesundheit: Für die medizinische Betreuung der Bevölkerung stehen in der Region 5 private Krankenhäuser und 78 Gesundheitszentren zur Verfügung. Von diesen sind 27 öffentlich und 51 privat geführt (Stand 2018). Im Jahr 2012 waren 23 Prozent der Haushalte Mitglied einer Sozialversicherung. - Wasser: Im Jahr 2012 bekamen 72 Prozent der privaten Haushalte ihr Trinkwasser aus Wasserleitungen. 32 Prozent hatten die Wasserleitung im Haus, 16 Prozent im Garten und 23 Prozent benutzten eine öffentliche Wasserleitung. Insgesamt hatten 92 Prozent der Bevölkerung Zugang zu sicherem und sauberem Wasser. - Elektrizität: Für ihre Beleuchtung verwendeten 69 Prozent der 113.000 Haushalte elektrische Energie, 27 Prozent verwendeten Kerosinlampen (Stand 2012). |

| Die Anzahl der Betriebe in der Region stieg von 8570 im Jahr 2004 auf 13.280 im Jahr 2016, davon waren 395 in der Landwirtschaft, 1460 im Produktionssektor, 8820 im Handel und 2605 im Dienstleistungssektor aktiv. Diese Betriebe beschäftigten 86.775 Mitarbeiter, zwei Drittel davon mit Dienstleistungen, im Verhältnis zur Anzahl der Betriebe wenige (17.569) im Handel. Unguja Mjini Magharibi ist eine überdurchschnittlich wohlhabende Region in Tansania. Während landesweit 58 Prozent der Haushalte einkommensschwach sind, sind dies nur 12 % in Unguja Mjini Magharibi. Dagegen gehören 52 Prozent in der Region zu den oberen Einkommensschichten, verglichen mit 12 Prozent landesweit. Von den 113.000 Haushalten im Distrikt beschäftigten sich 26.000 mit der Landwirtschaft, überwiegend angebaut wurden Maniok und Bananen. Rund 16 Prozent der Haushalte besaßen auch Nutztiere. Es wurden 270.000 Hühner, 20.000 Rinder und 15.000 Ziegen gehalten (Stand 2012). Im Jahr 2018 wurden in der Region 10.723 Tonnen Fisch gefangen. | Hier fehlt eine Grafik, die leider im Moment aus technischen Gründen nicht angezeigt werden kann. Wir arbeiten daran! |

### Produktion
Von den 1460 Betrieben im Produktionssektor gehörten 1243 zum verarbeitenden Gewerbe, meist sind es Familienbetriebe mit weniger als fünf Mitarbeitern (Stand 2016).

### Handel

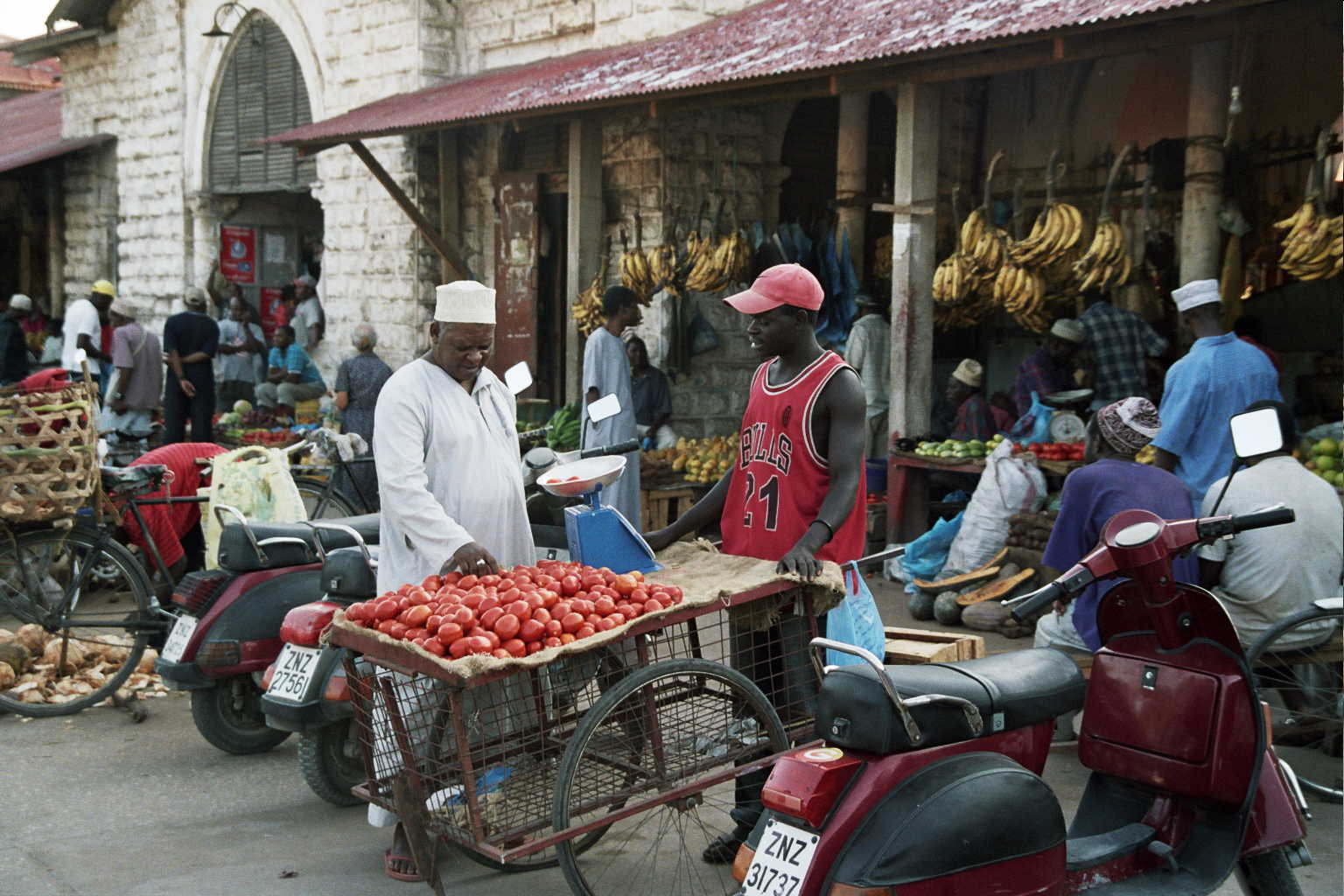
Markt in der Stadt Sansibar

In der Region Unguja Mjini Magharibi gibt es mit 8820 Betrieben mehr als die Hälfte der Handelsfirmen von ganz Sansibar. Die Betriebe sind überwiegend Kleinstbetriebe im Familienbesitz.

### Dienstleistungen
Im Jahr 2016 gab es 2605 Firmen im Dienstleistungssektor, die wichtigsten Bereiche waren Transport (15 %), Erziehung (13 %), Finanz- und Versicherungswesen (10 %) und Unterkunft und Verpflegung (8 %). Auch hier waren es größtenteils Familienunternehmen, die Betriebe waren aber größer als in den anderen Wirtschaftsbereichen.

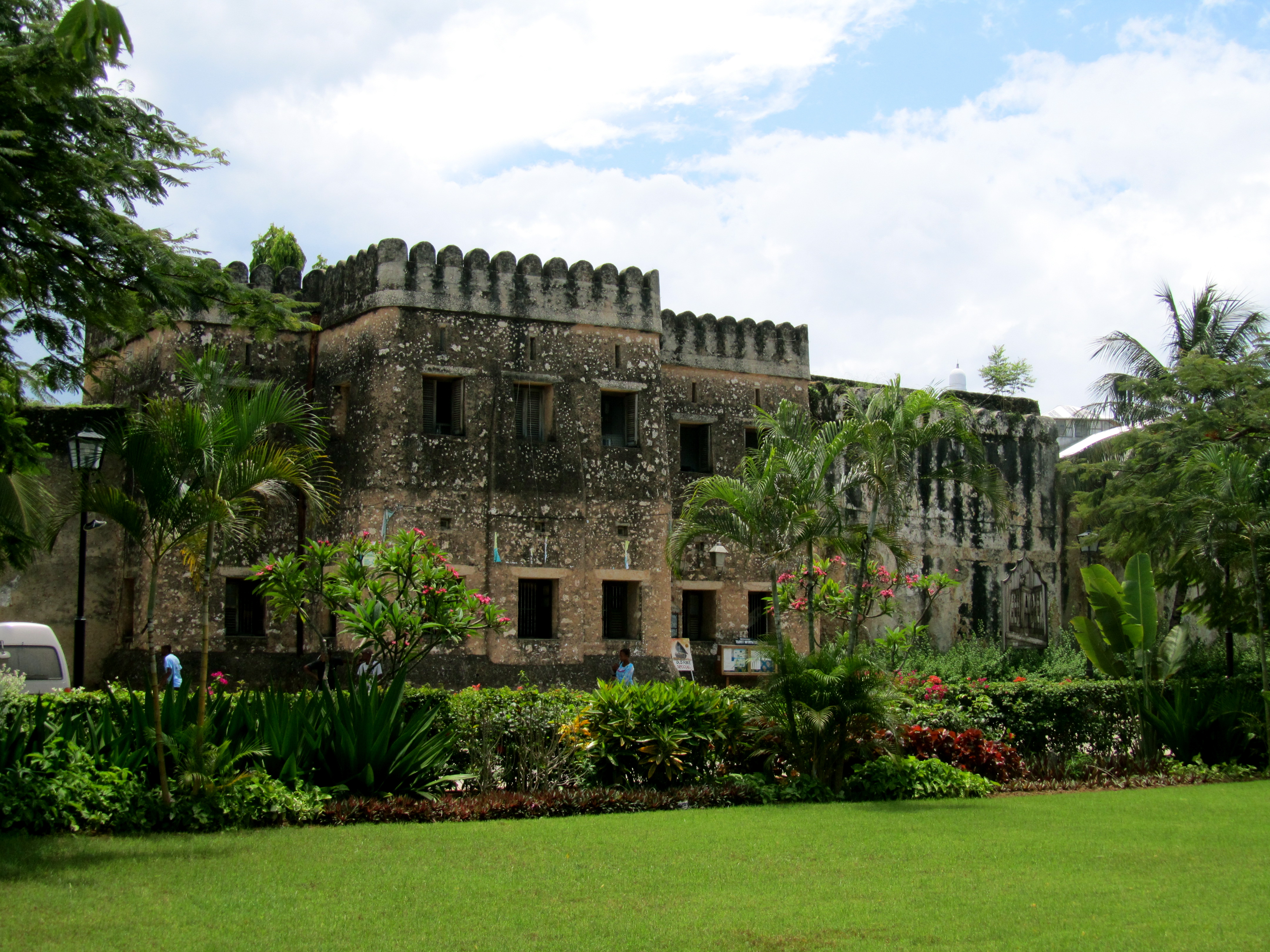
Die Alte Festung in der Steinernen Stadt

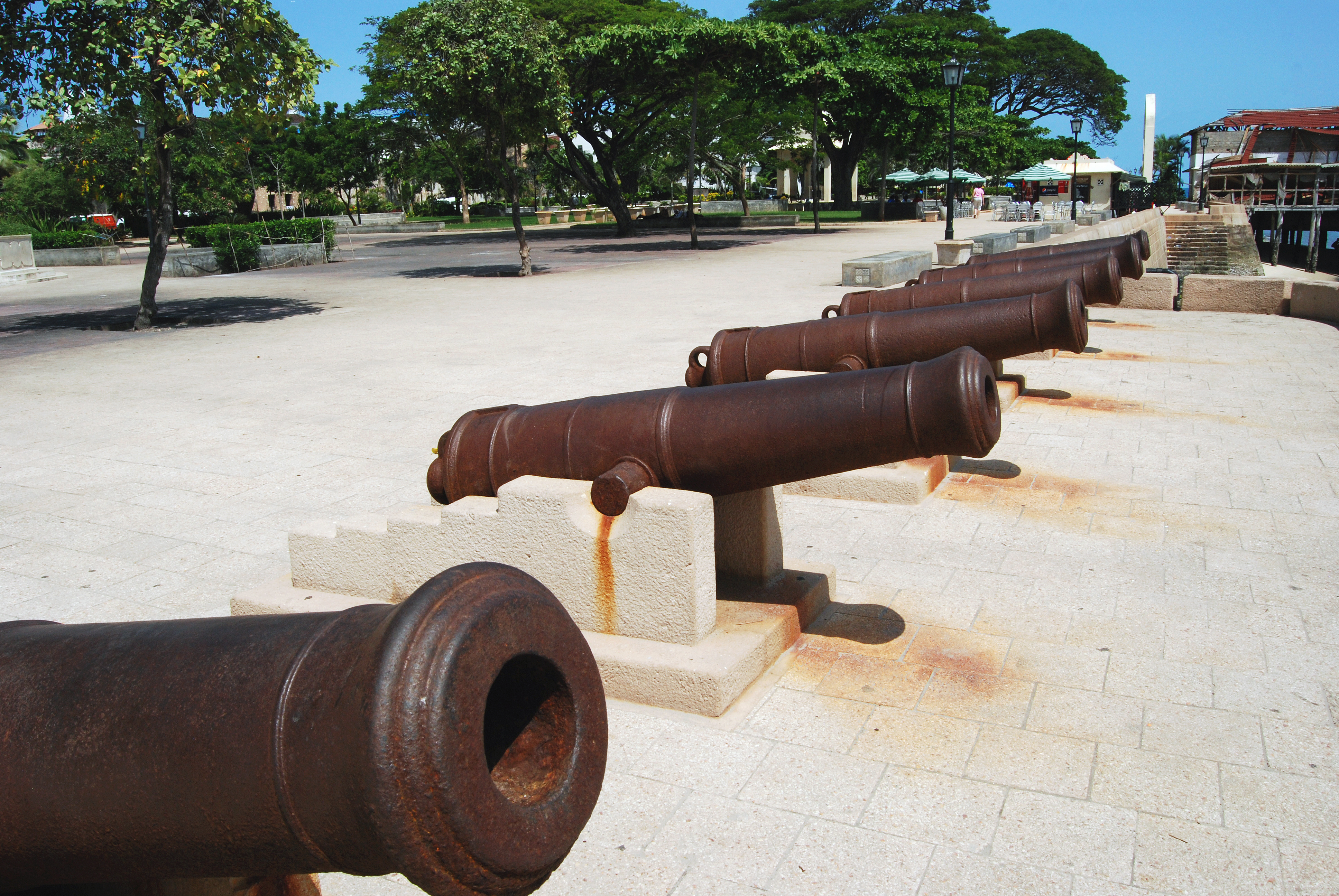
Im Forodhani Garten

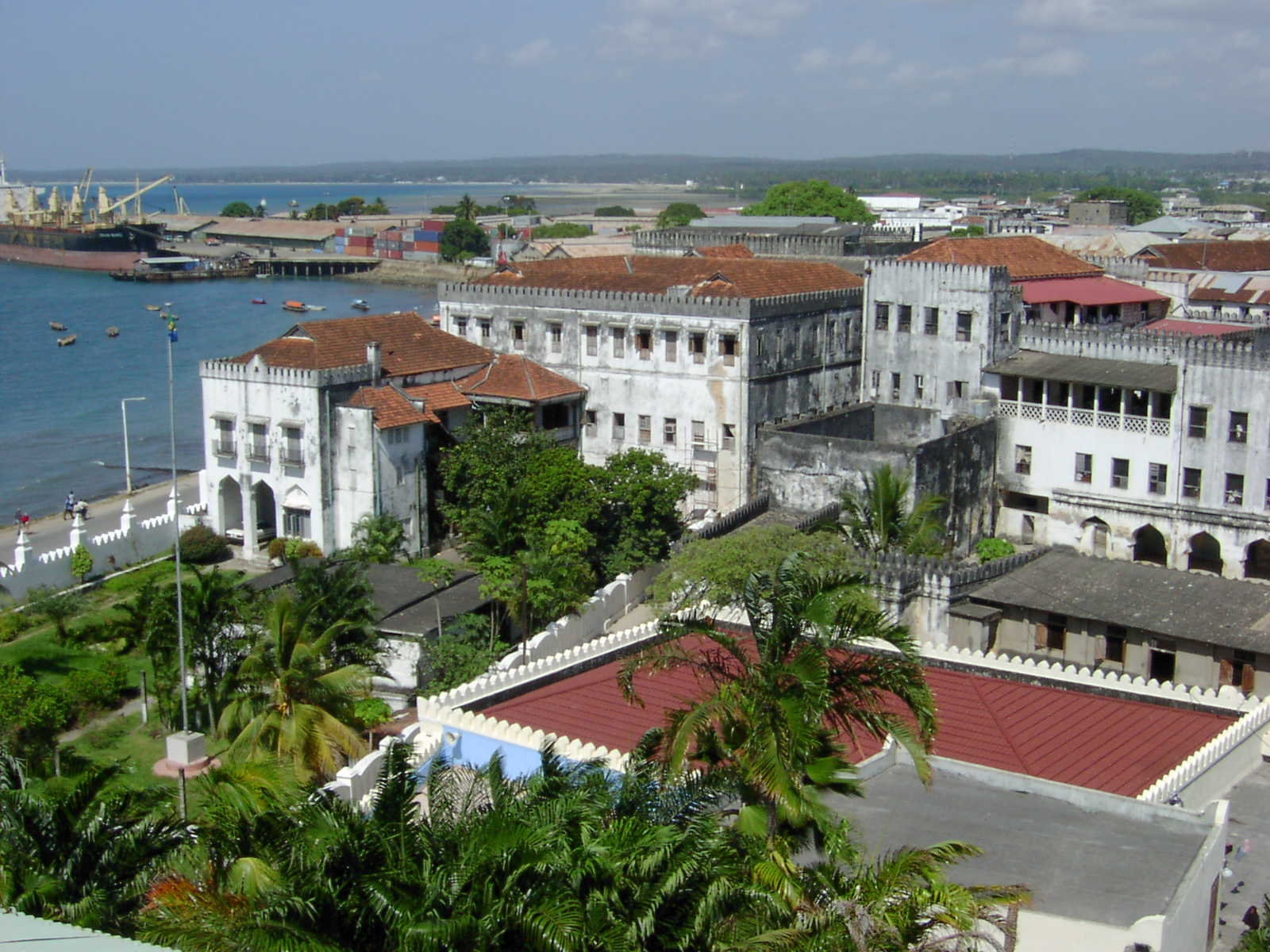
Der Sultanspalast in der Steinernen Stadt

### Tourismus
Die Hauptattraktion für den Fremdenverkehr ist die Steinerne Stadt in Sansibar mit der alten Festung, dem Sklavenmarkt und dem Forodhani Garten.

### Infrastruktur
- Hafen: Die Modernisierung des Hafens in den Jahren 2005 bis 2008 wurde von der Europäischen Union gefördert.[25] Der Hafen hat zwei Liegeplätze mit Kailängen von 240 und 113 Metern, es können Containerschiffe mit einem Tiefgang von bis zu zehn Metern anlegen. Rund 95 Prozent von Sansibars Import und Export werden hier abgewickelt.[26]
- Flughafen: Der internationale Flughafen Abeid Amani Karume hat eine Pistenlänge von 2462 Metern und wird von Fluglinien aus Afrika und Europa angeflogen (Stand 2020).[27]

## Naturschutzgebiete, Sehenswürdigkeiten
- Stone Town: Die Steinerne Stadt von Sansibar wurde im Jahr 2000 zum UNESCO-Welterbe erklärt. Sie besitzt ein fast vollständig erhaltenes Stadtbild mit afrikanischen, arabischen, indischen und europäischen Kulturelementen, die in einem Zeitraum von über tausend Jahren entstanden sind.[28]